# Чаус Максим Іванович
Максим Іванович Чаус (нар. 13 січня 1994) — український футболіст, нападник ФК «Чернігів».

## Клубна кар'єра

### Ранні роки та виступи на аматорському рівні
Вихованець «Десни». Окрім чернігівського клубу у ДЮФЛУ виступав також за «Єдність» (Плиски) та «Олімпік-УОР» (Донецьк).
Дорослу футбольну кар'єру розпочав у чемпіонаті Чернігівської області виступами за «Полісся-Юність» (Чернігів) та «Полісся» (Добрянка). У 2013 році у складі «ЛТК-Славутич» дебютував в аматорському чемпіонаті України. У січні 2014 року побував на перегляді в «Десні», але команді не підійшов й, зрештою, повернувся до добрянського «Полісся». У 2015 році виступав в обласному чемпіонаті за «Авангард» (Корюківка). З 2016 по 2017 рік захищав кольори «Єдності» (Плиски) в аматорському чемпіонаті України.

### «Полісся» (Житомир)
У липні 2017 року перейшов у «Полісся». У професіональному футболі дебютував 31 липня 2017 року в програному (0:2) виїзному поєдинку 3-го туру групи А Другої ліги проти франківського «Прикарпаття». Максим вийшов на поле в стартовому складі та відіграв увесь матч. У першій частині сезону 2017/18 років зіграв 14 матчів у Другій лізі України. У весняно-літній частині сезону 2017/18 років грав за роменський «Агробізнес TSK» в аматорському чемпіонаті України.

### «Кристал» (Херсон) та аматорські клуби
У липні 2018 року підписав контракт з «Кристалом». Дебютував у футболці херсонського клубу 18 липня 2018 року в переможному (1:0) виїзному поєдинку першого кваліфікаційного раунду кубку України проти новокаховської «Енергії». Чаус вийшов на поле в стартовому складі та відіграв увесь матч. У Другій лізі України за «Кристал» дебютував 29 липня 2018 року в програному (0:3) виїзному поєдинку 2-го туру групи Б проти кременчуцького «Кременя». Максим вийшов на поле на 70-й хвилині, замінивши Станіслава-Нурі Малиша. Дебютним голом у професіональному футболі відзначився 17 серпня 2018 року на 65-й хвилині переможного (2:1) домашнього поєдинку 5-го туру групи Б Другої ліги проти одеського «Реал Фарма». Чаус вийшов на поле в стартовому складі, а на 84-й хвилині його замінив Євген Меженський. У складі «Кристалу» зіграв 10 матчів (1 гол) у Другій лізі України та 3 поєдинки у кубку України.
З серпня 2019 по середину травня 2020 року виступав за «Авангард» (Корюківка) в аматорському чемпіонаті України. З травня по серпень 2020 року грав у чемпіонаті Вінницької області за «Факел» (Липовець).

### ФК «Чернігів»
У серпні 2020 року приєднався до ФК «Чернігів». Дебютував у футболці городян 6 вересня 2020 року в переможному (2:0) виїзному поєдинку 1-го туру групи А Другої ліги проти київського «Рубікона». Максим вийшов на поле в стартовому складі та відіграв увесь матч. 

## Кар'єра в збірній
У 2015 році грав за збірну Чернігівської області в Кубку регіонів ФФУ.